# Drosera sessilifolia
Drosera sessilifolia ist eine fleischfressende Pflanze aus der Gattung Sonnentau (Drosera). Die Pflanze wächst weitverbreitet in Südamerika.

## Beschreibung

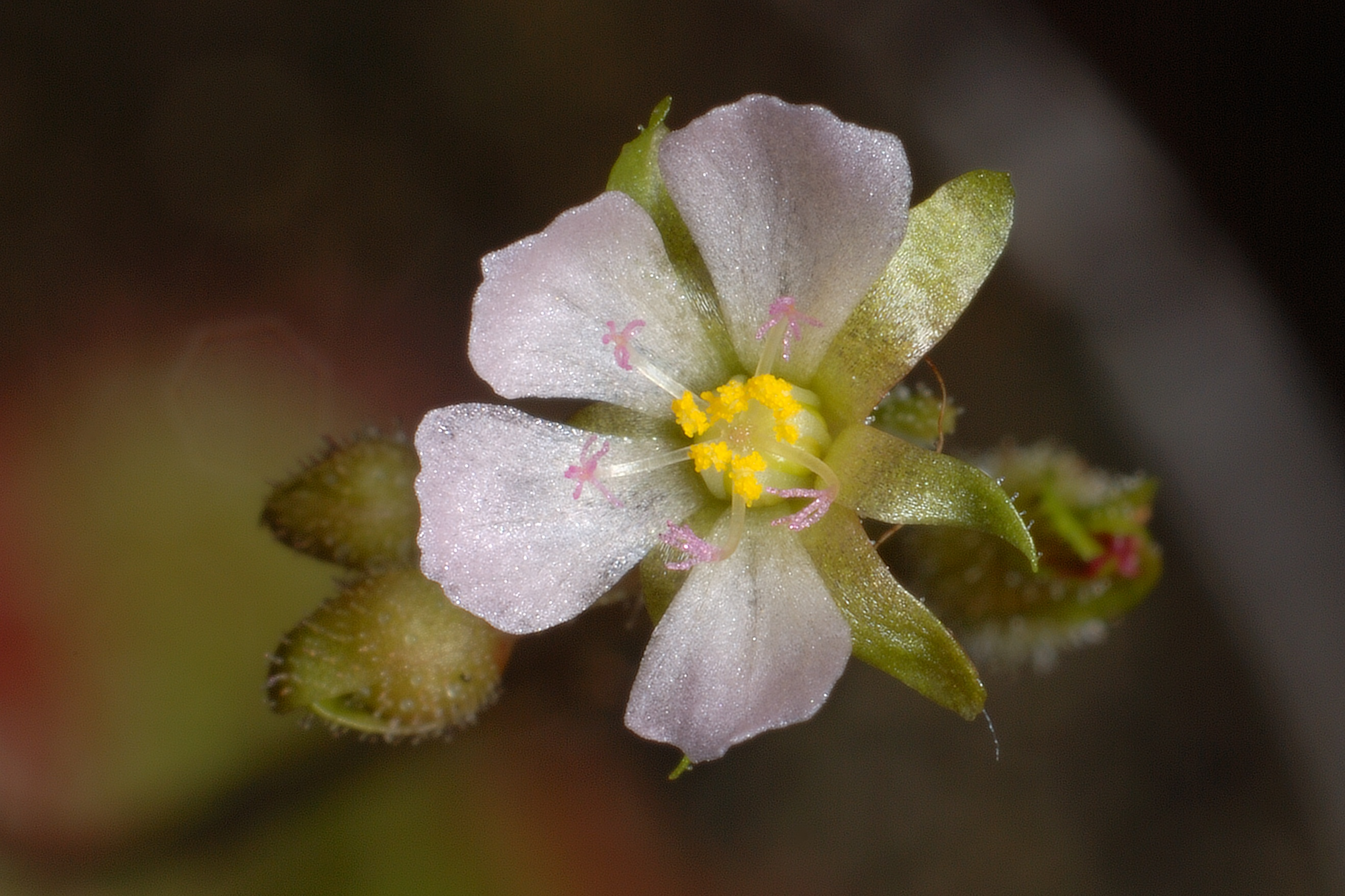
Drosera sessilifolia, Blüte

Drosera sessilifolia ist eine einjährige, krautige Pflanze mit kurzer Sprossachse, die als bodenständige bis halb-aufrechte Rosette wächst und einen Durchmesser von 13 bis 29 Millimeter erreicht.
Die gelblichen und im Alter weinroten, ungestielten Blätter sind verkehrt eiförmig, am Ansatz sich verjüngend, am äußersten Ende stumpf, 9 bis 22 Millimeter lang und 3,5 bis 10 Millimeter breit. Die rechteckigen Nebenblätter sind häutig, laufen in sieben Fransen aus und sind rund 5 Millimeter lang und 1 Millimeter breit.
Der weinrote Blütenstand ist 10 bis 22,5 Zentimeter lang und unbehaart, er trägt bis zu 14 Blüten. Die Tragblätter sind linealisch, rund 3,5 Millimeter lang und hinfällig. Die länglich-runden Kelchblätter sind 4 bis 6 Millimeter lang und mit Drüsenhaaren besetzt, die Kronblätter sind violett bis rosa. Die fünf Narben sind in sechs zylindrische Abschnitte geteilt. Die Samen sind elliptisch, die Oberfläche netzartig. Die Chromosomenzahl beträgt 2n=20, Berichte von 2n=80 als Zahl gelten als vermutlich fehlerhaft.
Die Chromosomenzahl beträgt 2n = 80.

## Ökologie
Wie viele andere Sonnentau-Arten blüht Drosera sessilifolia nur für wenige Stunden am frühen Morgen. Dabei ist sie extrem abhängig von durchgängiger voller Sonneneinstrahlung, Berichten zufolge kann bereits eine einzelne, die Sonne kurz verdeckende Wolke zum Schließen der Blüten führen.

## Verbreitung
Beheimatet ist Drosera sessilifolia vom nördlichen Venezuela über Guyana bis ins nordwestliche Brasilien und gilt damit als die nach Drosera communis am weitesten verbreitete Sonnentauart Südamerikas. Als mögliche weitere Länder ihres Vorkommens gelten Nachbarländer von Brasilien wie Bolivien, Kolumbien, Peru und Surinam. Ungeachtet ihrer weiten Verbreitung ist die Art ausgesprochen selten, da sie nur an kleinflächigen Standorten mit sehr speziellen Bedingungen gedeiht.

## Systematik und botanische Geschichte
Die Art wurde 1824 von Auguste de Saint-Hilaire erstbeschrieben, der Holotyp stammt aus einer Aufsammlung aus einem Sertão nahe dem Rio São Francisco in Minas Gerais. George Bentham beschrieb 1842 aus Guyana eine Drosera dentata, die Ludwig Diels 1906 mit Drosera sessilifolia synonymisierte.
Gemeinsam mit der morphologisch extrem ähnlichen und eng verwandten Drosera burmanni bildet sie die Untergattung Thelocalyx der Sonnentaue.

## Nachweise
1. 1 2 3 4  Fernando Rivadavia: Drosera sessilifolia St. Hil. Flower Saga. In: The New Zealand Carnivorous Plant Society Journal. Bd. 19, Nr. 3, 2000, ISSN 1175-6144, S. 3–6.
2. 1 2  Fernando Rivadavia: Drosera sessilifolia. In: Carnivorous Plant Newsletter. Bd. 25, Nr. 1, 1996, S. 26–29.
3. 1 2 3  Mireya D. Correa A., Tânia Regina dos Santos Silva: Drosera (Droseraceae) (= Flora Neotropica. 96). New York Botanical Garden, New York NY 2005, ISBN 0-89327-463-1, S. 55–56.
4. ↑  Fernando Rivadavia: New chromosome numbers for Drosera  L. (Droseraceae). In: Carnivorous Plant Newsletter. Bd. 34, Nr. 3, 2005, ISSN 0190-9215, S. 85–91.
5. ↑  Drosera sessilifolia bei Tropicos.org. In: IPCN Chromosome Reports. Missouri Botanical Garden, St. Louis
6. 1 2  Ludwig Diels: Droseraceae (= Das Pflanzenreich. 26 = 4, 112, ZDB-ID 846151-x). Engelmann, Leipzig 1906, S. 74.